# Isola Larrouy
L'isola Larrouy è un'isola lunga 9 km e larga 4 km che sale a 745 metri (Peak Pilot), situata nel canale Grandidier al largo della costa nord-occidentale della penisola di Velingrad a 7 km a nord di Ferin Head, Antartide. Fu scoperto dalla spedizione antartica francese, 1903–05, sotto Jean-Baptiste Charcot, che lo chiamò in onore di Paul Augustin Jean Larrouy, a quel tempo un ministro plenipotenziario francese. 